# (28005) 1997 XC
1997 أكس سي (ويعرف أيضًا باسم (28005) 1997 أكس سي وفق تسمية الكوكب الصغير) (بالإنجليزية: 1997 XC)‏ هو كويكب ضمن حزام الكويكبات؛ وترتيبه 28005 من حيث الاكتشاف.
اكتُشف هذا الجُرم الفلكي بواسطة Robert Linderholm ‏ في 1 ديسمبر 1997.

## وصلات خارجية
- (28005) 1997 XC في قاعدة بيانات مختبر الدفع النفاث لأجرام النظام الشمسي الصغيرة

- الاكتشاف · مخطط المدار ·  العناصر المدارية · المعلمات المادية

- (28005) 1997 XC على موقع ويكي سكاي: DSS2, SDSS, GALEX, IRAS, Hydrogen α, X-Ray, Astrophoto, Sky Map, Articles and images